# Dilexit nos
Dilexit nos (en latín, "Nos amó") es la cuarta encíclica del papa Francisco, publicada el 24 de octubre de 2024. El documento se centra en la devoción al Sagrado Corazón de Jesús, proponiéndola como respuesta espiritual a los desafíos contemporáneos, como la deshumanización, el consumismo y la pérdida de sentido en la era digital.
Publicada en medio de un mundo perturbado por la guerra, las desigualdades socioeconómicas, el consumismo desenfrenado y las tecnologías que amenazan con socavar la naturaleza humana, la encíclica pide un enfoque renovado en el corazón de Cristo como símbolo de compasión y sanación espiritual.
Antes de Dilexit nos, el papa Francisco había publicado otras tres encíclicas: Lumen fidei (29 de junio de 2013), Laudato si' (24 de mayo de 2015) sobre el medio ambiente, y Fratelli tutti (3 de octubre de 2020) llamando a la solidaridad global y la fraternidad en un mundo fragmentado. Dilexit nos se basa en esta trayectoria, instando al mundo a redescubrir el amor como núcleo de renovación espiritual y social.

## Historia

### Preparación
La idea de escribir una encíclica centrada en el Sagrado Corazón de Jesús surgió en el contexto del 350 aniversario de las apariciones de Margarita María Alacoque (1673). Francisco quiso destacar el corazón misericordioso como antídoto para los males contemporáneos: la indiferencia, el odio, la frialdad espiritual y la fragmentación social.
Según declaraciones del propio papa, fue también una forma de recentrar todo el mensaje cristiano en el amor de Cristo y de ofrecer un documento espiritualmente reparador para tiempos marcados por la crisis de sentido y la pérdida del corazón.
La teología por el amor a Dios también fue desarrollada por otras personalidades como Juan Pablo II o Juan Eudes.
El 5 de junio de 2024, durante la audiencia general, el papa anunció que estaba preparando una nueva encíclica centrada en el Corazón de Cristo.

## Contenido
Así mismo, se divide en cinco partes:

### Capítulo 1: La importancia del corazón
En este capítulo Francisco destaca la necesidad de "volver al corazón" en un mundo consumista y superficial. Se advierte sobre el riesgo de convertirse en "consumistas insaciables" y esclavos de los engranajes del mercado. El corazón es presentado como el núcleo que revela quiénes somos ante Dios y donde surgen las preguntas fundamentales sobre el sentido de la vida

### Capítulo 2: Gestos y palabras de amor
Este capítulo se centra en los gestos y palabras de amor de Cristo, que manifiestan la cercanía y compasión de Dios. Se destacan encuentros de Jesús con personas como la samaritana y Nicodemo, mostrando su atención a las preocupaciones y sufrimientos de las personas

### Capítulo 3: Este es el corazón que tanto amó
Aquí el papa hace una referencia a la encíclica Haurietis Aquas de Pío XII, en la que este profundizó sobre la devoción al sagrado corazón. Se enfatiza que esta devoción no es la adoración de un órgano separado, sino una veneración de la totalidad de la persona de Cristo a través de su corazón.

### Capítulo 4: Amor que da de beber
En este capítulo, se releen las Sagradas Escrituras para reconocer a Cristo en aquel a quien traspasaron recordando que este amor es fuente de transformación. Se destaca la importancia de la llaga del costado de Jesús como fuente del agua del Espíritu Santo, y se menciona la devoción de consolación como respuesta al amor de Cristo.

### Capítulo 5: Amor por Amor
El último capítulo explora la dimensión social y misionera del amor de Cristo, destacando que el Corazón de Jesús nos lleva al Padre y nos envía a los hermanos. Se subraya la necesidad de que la devoción al Sagrado Corazón tenga una dimensión comunitaria, social y misionera, y se mencionan figuras como Carlos de Foucauld y Teresa de Lisieux como ejemplos de este compromiso.

### Conclusión
La encíclica concluye con una oración en la que el papa le pide a Jesucristo que de su corazón broten ríos de agua viva para curar las heridas fortalecer la capacidad de amar y servir, y guiar a la humanidad hacia un mundo más justo y fraterno.

## Reacciones
La encíclica, comparada con otras de Francisco como Laudato si' y Fratelli tutti, pasó un poco desapercibida por los medios, posiblemente por un enfoque para algunos anacrónico.

## Críticas
Algunos críticos señalaron que la encíclica muestra una versión pesimista del mundo y por lo tanto irreal y que utiliza un lenguaje piadoso que puede parecer populista.
También, desde sectores conservadores, se interpretó su publicación como una maniobra para apaciguar a los fieles tradicionales tras el Sínodo, sin abordar cambios doctrinales sustanciales.